# 1978 en arts plastiques
| Années des arts plastiques : 1975 - 1976 - 1977 - 1978 - 1979 - 1980 - 1981    |
| Décennies des arts plastiques : 1940 - 1950 - 1960 - 1970 - 1980 - 1990 - 2000 |

Cette page concerne l'année 1978 en arts plastiques.

## Œuvres
- La Chambre détruite, première « photo-boîte » (Jeff Wall), 1978

## Événements
- Destruction par un blizzard du Motif Number 1, le bâtiment américain le plus utilisé comme sujet de peinture.

## Naissances
- 9 novembre : Pietro Ruffo, peintre, dessinateur, architecte et céramiste italien

## Décès
- 2 janvier : Jules Merle, peintre français (° 1er juin 1883),
- 12 janvier : Marcel Bascoulard, dessinateur et poète français (° 10 février 1913),
- 23 janvier : Carmen Mondragón, peintre et poétesse mexicaine (° 8 juillet 1893),
- 21 février : Johan Dijkstra, peintre, vitrailliste et graveur néerlandais (° 23 décembre 1896),
- 25 février : Louis Bissinger, peintre français (° 24 avril 1899),
- 6 mars : Micheál Mac Liammóir, acteur, dramaturge, impresario, écrivain, poète et peintre irlandais d'origine britannique (° 25 octobre 1899),
- 9 mars : Isaac Païles, peintre français de l'École de Paris (° 25 décembre 1895),
- 21 mars : Georges de Sonneville, peintre, dessinateur et graveur français (° 1er mars 1889),
- 1er avril : Claire-Lise Monnier, peintre suisse (° 20 juillet 1894),
- 13 avril : Alexandre Stoppelaëre, peintre, aquarelliste, dessinateur, professeur, archéologue et égyptologue français (° 15 mai 1890),
- 18 avril : Rudolf Bonnet, peintre néerlandais (° 30 mars 1895),
- 21 avril : Jacques Dupont, scénographe, décorateur de théâtre, peintre et illustrateur français (° 16 janvier 1909),
- 25 avril : Seiji Tōgō, peintre japonais (° 28 avril 1897),
- 28 avril : Shikanosuke Oka, peintre japonais de paysages (° 2 juillet 1898),
- 29 avril : Yasuda Yukihiko, peintre japonais (° 16 février 1884),
- 8 mai : Key Sato, peintre japonais (° 28 octobre 1906),
- 19 mai : Florimond Météreau, peintre français (° 9 juin 1888),
- 22 mai : Jeanne Champillou, musicienne, peintre, graveuse et céramiste française (° 4 avril 1897),
- 23 mai : Roger Guit, peintre et dessinateur français (° 8 mai 1899),
- 28 mai : Paul Smara, dessinateur français (° 31 août 1899),
- 12 juin : Kostia Terechkovitch, peintre et graveur français d'origine russe (° 1er mai 1902),
- 13 juin : Jean de Botton, peintre, sculpteur et graveur français (° 20 juin 1898),
- 14 juin : Dox, poète et peintre malgache (° 13 janvier 1913),
- 17 juin : Zdenek Seydl, peintre, pastelliste, graveur et illustrateur austro-hongrois puis tchécoslovaque (° 29 avril 1916),
- 25 juin : Jo Berto, lithographe et imprimeur français (° 22 novembre 1907),
- 27 juin : Antonio Calderara, peintre italien (° 28 octobre 1903),
- 1er juillet : Maurice Martin, peintre paysagiste français (° 19 juillet 1894),
- 2 juillet :
  - Pierre Charbonnier, peintre, décorateur et réalisateur français (° 24 août 1897),
  - Christian d'Espic, chirurgien, peintre et graveur français (° 1er juillet 1901),
- 5 août  : Michel Pandel, peintre et lithographe suisse (° 13 décembre 1929),
- 26 août : Pierre Lonchamp, peintre français (° 5 février 1925),
- 27 août : Gordon Matta-Clark, artiste plasticien américain († 22 juin 1943),
- 5 septembre : Jean Labasque, essayiste, peintre et graveur français (° 18 août 1896),
- 17 septembre : Jeanne Aubert-Gris, peintre française (° 16 février 1878),
- 18 septembre : Raymond Quibel, peintre et décorateur français  (° 4 décembre 1883),
- 19 septembre : Jenny-Laure Garcin, peintre, réalisatrice et critique d'art française (° 20 juin 1896),
- 22 septembre : Maurice-Marie-Léonce Savin, peintre, philosophe et écrivain français (° 15 juin 1905),
- 2 octobre : Maurice Georges Poncelet, peintre et lithographe français (° 4 juin 1897),
- 23 octobre : Jean-Eugène Bersier, peintre et graveur français (° 8 juin 1895),
- 5 novembre : Lucien-Marie Le Gardien, peintre français (° 3 juillet 1908),
- 8 novembre : Norman Rockwell, peintre (° 3 février 1894),
- 13 novembre : Chittaprosad Bhattacharya, graveur indien  (° 21 juin 1915),
- 20 novembre : Giorgio de Chirico, peintre italien (° 10 juillet 1888),
- 11 décembre : Jeanne Besnard-Fortin, peintre française (° 3 décembre 1892),
- 12 décembre : Nándor Vagh-Weinmann, peintre hongrois et français (° 3 octobre 1897),
- 29 décembre ; Adrien Holy, peintre, lithographe et décorateur suisse (° 30 janvier 1898),
- 31 décembre : Arsène Brivot, peintre, humoriste, graveur sur bois, illustrateur et aquafortiste français (° 16 février 1898),
- ? :
  - Maurice Crozet, peintre, designer et affichiste français (° 26 juillet 1895),
  - Victor Jean Desmeures, peintre, lithographe et designer en tissus, français (° 18 mars 1895),
  - Abolhassan Etessami, architecte, calligraphe, écrivain et peintre iranien (° 1903),
  - Ide Gakusui, dessinateur d'estampe japonais (° 1899),
  - Leo Michelson, peintre et sculpteur letton naturalisé américain (° 12 mai 1887).